# Embarquement pour l'enfer
Pour plus de détails, voir Fiche technique et Distribution.
Embarquement pour l'enfer (Viaggio nel terrore: l'Achille Lauro) est un téléfilm américano-franco-germano-italien réalisé par Alberto Negrin et primodiffusé en 1990.
Il s'agit d'une évocation du détournement du paquebot Achille Lauro, qui a eu lieu en 1985 dans le port d'Alexandrie par un commando palestinien, et de la crise de Sigonella qui a suivi.

## Synopsis
En octobre 1985, un groupe de terroristes palestiniens de l'OLP s'embarque sur le navire de croisière italien Achille Lauro à Alexandrie dans le but de rejoindre Haïfa et d'accomplir une mission suicide contre Israël. Cependant, lorsqu'ils sont découverts pendant le voyage, ils décident de détourner le navire et de prendre tous les passagers en otage. Parmi eux se trouvent M. Leon Klinghoffer (Burt Lancaster), un Américain juif handicapé, et sa femme Marilyn Klinghoffer, qui cache à son mari qu'elle a un cancer de la peau. Antonio, un membre du personnel du navire qui se lie à Leon après s'être occupé de lui à la demande de Mme Klinghoffer, est également pris en otage. Avant le détournement, Mme Klinghoffer avait décidé de rester sur le navire et de ne pas partir en excursion pour voir les pyramides. Compte tenu de la situation, les terroristes changent d'objectif et demandent la libération de près de 50 autres terroristes palestiniens détenus en Israël, mais l'Égypte et Israël refusent de négocier.
Lorsque même la Syrie refuse l'entrée de l'Achille Lauro à Tartous, le chef des terroristes, Molqi (Joseph Nasser), tue Léon en représailles et oblige deux marins à jeter son corps par-dessus bord et les Syriens contraignent le navire à partir.
Pour résoudre la situation, le chef de l'OLP, Yasser Arafat, ordonne à l'un de ses hommes, Abou Abbas (qui est l'organisateur de la mission ratée), d'agir comme négociateur avec le gouvernement égyptien. Grâce à lui, les terroristes libèrent le navire et les otages en échange d'un retour en toute sécurité à Tunis.
Cependant, immédiatement après le départ d'Abbas et des terroristes pour Tunis à bord d'un avion de ligne égyptien, l'exécution de Klinghoffer est découverte par les autorités. Molqi oblige le capitaine de l'Achille Lauro à mentir sur le meurtre devant les négociateurs, puisque la condition de la négociation était sa parole que tous les passagers étaient vivants. Le président américain Ronald Reagan ordonne alors à la marine américaine d'intercepter l'avion de ligne et de le forcer à atterrir sur la base sicilienne de l'OTAN à Sigonella, où les terroristes pourront être arrêtés par un détachement de la Delta Force commandé par le général Davies.
Lorsque l'avion réussit à atterrir à Sigonella, l'armée italienne, sur ordre du Premier ministre Bettino Craxi, refuse de livrer les terroristes à l'armée américaine, puisque la base est située sur le sol italien et que le meurtre lui-même a eu lieu à bord d'un navire italien.
Pendant toute une nuit, la tension monte, les forces de sécurité de la Vigilanza Aeronautica Militare (it) et les carabiniers étant presque sur le point d'échanger des coups de feu avec les opérateurs de Delta, mais finalement le président Reagan n'a d'autre choix que de respecter la juridiction italienne sur les terroristes. Molqi et ses trois compagnons sont alors placés en détention par les Italiens, tandis qu'Abou Abbas est laissé libre de quitter le pays, malgré la demande américaine de l'arrêter, car il n'y a pas assez de preuves de son implication dans le détournement du navire.
Un an plus tard, un bulletin d'information de la télévision annonce les peines infligées aux pirates de l'air, mais précise qu'Abou Abbas n'est pas en prison. Antonio se met à pleurer en se souvenant de Léon.

## Fiche technique
- Titre français : Embarquement pour l'enfer
- Titre original italien : Viaggio nel terrore: l'Achille Lauro ou Sequestro dell' Achille Lauro[1]
- Titre allemand : Die Entführung der Achille Lauro[2]
- Titre américain : Voyage of Terror: The Achille Lauro Affair
- Réalisation : Alberto Negrin
- Scénario : Alberto Negrin, Sergio Donati
- Photographie : Giuseppe Ruzzolini
- Montage : Richard E. Rabjohn
- Musique : Ennio Morricone
- Production : Mario Gallo, Enzo Giulioni
- Société de production : Radiotelevisione Italiana (Rome), Beta Film GmbH (Ismaning), TF1 Films Production (Paris), Tribune Entertainment (en) (Los Angeles)
- Pays de production :  Italie •  États-Unis •  Allemagne •  France
- Langue de tournage : italien, anglais
- Format : Couleur - 1,33:1 - Son mono - 35 mm
- Durée : 180 minutes (3 h 0)
- Genre : Action
- Date de diffusion :
  - États-Unis : 24 avril 1990
  - Allemagne : 21 octobre 1990 (ARD)
  - Italie : 16 octobre 1991 (Rai 3)

## Distribution
- Burt Lancaster (VF : André Valmy) : Leon Klinghoffer
- Eva Marie Saint : Marilyn Klinghoffer
- Dominique Sanda : Margot
- Robert Culp : Général Davies
- Renzo Montagnani : De Rosa
- Alessandra Casella
- Joseph Nasser : Molqi
- Rebecca Schaeffer : Cheryl
- Gabriele Ferzetti
- Jochen Horst : Helmut
- Brian Bloom : Antonio

## Production
Le film est dédié à la mémoire de Rebecca Schaeffer, qui a été assassinée peu de temps après la fin du tournage.